# BAE Systems Corax
Corax, (grško Corax pomeni vran ali krokar), kdaj tudi Raven, je UCAV zrakoplov, ki so ga razvili pri britanskem BAE Systems. Prvič je poletel leta 2004, javnosti so ga predstavili januarja 2006. Corax uporablja tehnologijo stealth in je del programa za bodoče brezpilotno bojno letalo.